# Киброцашвили, Анзор Георгиевич
Анзо́р Гео́ргиевич Киброцашви́ли (25 октября 1939, Ахмета, Грузинская ССР, СССР — 28 ноября 2008) — советский самбист и дзюдоист, чемпион и призёр чемпионатов СССР по самбо, чемпион и призёр чемпионатов Европы по дзюдо, призёр чемпионата мира по дзюдо, мастер спорта СССР международного класса по дзюдо, Заслуженный мастер спорта СССР по дзюдо (1965). Тренер по дзюдо.

## Спортивные достижения
- Чемпионат СССР по самбо 1961 года — ;
- Чемпионат СССР по самбо 1966 года — ;
- Чемпионат СССР по самбо 1969 года — ;

## Известные воспитанники
- Тенгиз Хубулури (1955) — неоднократный победитель и призёр чемпионатов Европы, двукратный чемпион мира, серебряный призёр Олимпийских игр, заслуженный мастер спорта СССР по дзюдо;
- Коба Куртанидзе (1964—2005) — многократный чемпион СССР, чемпион и призёр чемпионатов мира среди студентов, чемпион Универсиады, чемпион и призёр чемпионатов Европы, чемпион мира, заслуженный мастер спорта СССР.